# Canicross

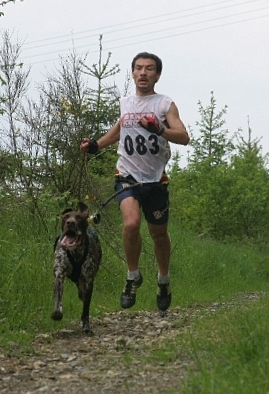
Philippe Wéry, campeón de Bélgica de canicross.

El canicross es un deporte que consiste en correr junto con un perro que se encuentra unido al cuerpo mediante un arnés, un cinturón para el corredor y una línea de tiro amortiguada. Normalmente la superficie sobre la que se practica es la tierra, aunque también se puede correr sobre nieve utilizando raquetas. Las competiciones se rigen por unas normativas:
- Los perros deben encontrarse en buenas condiciones físicas, ser mayores de 1 año y haber superado un control veterinario.
- Si se advierten comportamientos en el perro que puedan ser considerados peligrosos no podrá participar. En algunos casos el perro podrá tomar la salida utilizando un bozal a la medida
- El corredor nunca puede ir por delante de su perro.